# Alan Kristmanson
Alan Kristmanson (Vancouver, 5 novembre 1961) è un ex cestista canadese.

## Carriera
Con il Canada ha disputato i Giochi olimpici di Seul 1988 e tre edizioni dei Campionati americani (1988, 1989, 1992).